# Reprezentacja Anglii U-21 w piłce nożnej mężczyzn
Reprezentacja Anglii U-21 w piłce nożnej – młodzieżowa reprezentacja Anglii sterowana przez The Football Association. Trzy razy triumfowała w Mistrzostwach Europy U-21, w 1982, 1984 i 2023 roku. Reprezentacja powstała w 1976 roku, kiedy to UEFA wprowadziła nowe zasady odnośnie do młodzieżowych reprezentacji piłkarskich – drużyny do lat 23 zostały zastąpione przez zespoły do lat 21.
24 marca 2007 roku reprezentacja Anglii U-21 rozegrała pierwszy oficjalny mecz na nowo wybudowanym stadionie Wembley. Zremisowała wówczas z Włochami 3:3.

## Występy w ME U-21
- 1978: Półfinał
- 1980: Półfinał
- 1982: Mistrzostwo
- 1984: Mistrzostwo
- 1986: Półfinał
- 1988: Półfinał
- 1990: Nie zakwalifikowała się
- 1992: Nie zakwalifikowała się
- 1994: Nie zakwalifikowała się
- 1996: Nie zakwalifikowała się
- 1998: Nie zakwalifikowała się
- 2000: Runda grupowa
- 2002: Runda grupowa
- 2004: Nie zakwalifikowała się
- 2006: Nie zakwalifikowała się
- 2007: Półfinał
- 2009: Drugie miejsce
- 2011: Runda Grupowa
- 2013: Runda Grupowa
- 2015: Runda Grupowa
- 2017: Półfinał
- 2019: Faza grupowa
- 2021: Faza grupowa
- 2023: Mistrzostwo

## Rekordziści
Najwięcej występów w reprezentacji
| # | Nazwisko        | Lata gry w reprezentacji | Mecze |
| - | --------------- | ------------------------ | ----- |
| 1 | James Milner    | 2004–2009                | 46    |
| 2 | Tom Huddlestone | 2005–2009                | 33    |
| 3 | Scott Carson    | 2003–2007                | 29    |
| 4 | Steven Taylor   | 2004–2009                | 29    |
| 5 | Jamie Carragher | 1996–2000                | 27    |
| # | Gareth Barry    | 1998−2000                | 27    |

Najwięcej goli w reprezentacji
| # | Nazwisko        | Lata gry w reprezentacji | Gole |
| - | --------------- | ------------------------ | ---- |
| 1 | Alan Shearer    | 1990–1992                | 13   |
| # | Francis Jeffers | 1999–2001                | 13   |
| 3 | Frank Lampard   | 1997−2000                | 9    |
| # | Darren Bent     | 2003–2005                | 9    |
| # | James Milner    | 2004–2009                | 9    |
| 6 | Mark Hateley    | 1981–1984                | 8    |
| # | Carl Cort       | 1997–1998                | 8    |

## Trenerzy
| Lata      | Trener                   |
| --------- | ------------------------ |
| 1977-1990 | Dave Sexton              |
| 1990–1993 | Lawrie McMenemy          |
| 1994–1996 | Dave Sexton              |
| 1996−1999 | Peter Taylor             |
| 1999      | Peter Reid               |
| 1999–2001 | Howard Wilkinson         |
| 2001–2004 | David Platt              |
| 2004–2007 | Peter Taylor             |
| 2007–2013 | Stuart Pearce            |
| 2013–2016 | Gareth Southgate         |
| 2016-2021 | Aidy Boothroyd           |
| 2021-2024 | Lee Carsley              |
| 2024-     | Ben Futcher (tymczasowo) |